# 김경도 (1985년)
김경도(1985년 6월 2일 ~ )는 대한민국의 축구 선수로서 포지션은 수비수이다.

## 클럽 경력
대전 시티즌에서 프로 생활을 시작했으나 2010 시즌이 끝나고 방출 당하였다.